# Wolfram Scheffler
Wolfram Scheffler (* 1956 in Marbach am Neckar) ist ein deutscher Wirtschaftswissenschaftler. Von 1995 bis 2020 war er Inhaber des Lehrstuhls für Betriebswirtschaftslehre, insbesondere Steuerlehre an der Universität Erlangen-Nürnberg.

## Leben
Scheffler studierte an der Universität Mannheim Betriebswirtschaftslehre. Dort promovierte er 1984 und habilitierte sich 1990 jeweils bei Otto Jacobs. Von 1990 bis 1991 war er an der Universität zu Köln Hochschullehrer, von 1991 bis 1995 leitete er das Fachgebiet Bilanz-, Steuer- und Prüfungswesen an der Universität Osnabrück. Von 1995 bis 2020 forschte und lehrte Scheffler an der Wirtschafts- und Sozialwissenschaftlichen Fakultät der Universität Erlangen-Nürnberg.

## Monographien
- Betriebliche Altersversorgung. Ein EDV-System zur Unterstützung unternehmerischer Entscheidungen, Gabler, Wiesbaden 1990, ISBN 978-3-409-13844-4.
- Internationale betriebswirtschaftliche Steuerlehre, 3. Aufl., Vahlen, München 2009, ISBN 978-3-8006-3614-3.
- mit Otto H. Jacobs und Christoph Spengel (Hrsg.): Unternehmensbesteuerung und Rechtsform. Handbuch zur Besteuerung deutscher Unternehmen, 5. Aufl., C.H. Beck, München 2015, ISBN 978-3-406-67942-1.
- Besteuerung von Unternehmen I. Ertrag-, Substanz- und Verkehrsteuern, 14. Aufl., C.F. Müller, Heidelberg 2020, ISBN 978-3-8114-5285-5.
- Besteuerung von Unternehmen II. Steuerbilanz, 9. Aufl., C.F. Müller, Heidelberg 2018, ISBN 978-3-8114-4672-4.
- Besteuerung von Unternehmen III. Steuerplanung, 3. Aufl., C.F. Müller, Heidelberg 2020, ISBN 978-3-8114-5302-9.